# Jerzy Marcinkowski (lekarz)
Jerzy Tadeusz Marcinkowski (ur. 1 maja 1948 w Wadowicach) – polski lekarz, neurolog, profesor zwyczajny, higienista. W latach 2001–2018  kierownik Katedry Medycyny Społecznej Uniwersytetu Medycznego im. Karola Marcinkowskiego w Poznaniu. Od 2018 kierownik Katedry Higieny i Epidemiologii Wydziału Lekarskiego i Nauk o Zdrowiu Uniwersytetu Zielonogórskiego. Stały biegły sądowy w dziedzinie neurologii od 1983.

## Życiorys

### Dzieciństwo i rodzina
Urodził się 1 maja 1948 w Wadowicach w rodzinie lekarskiej. Ojciec, Tadeusz Marcinkowski, wilnianin (1917–2011) – ówczesny doktor medycyny (potem profesor zwyczajny, kierownik Katedry i Zakładu Medycyny Sądowej Pomorskiej Akademii Medycznej w Szczecinie), a także filozof (studia magisterskie i doktorat na Uniwersytecie Jagiellońskim). Matka - Maria Aleksandra Marcinkowska z domu Rzewuska – lekarz pediatra (1918-1975), urodzona w Petersburgu, w rodzinie z tradycjami bankierskimi. Oboje rodzice rozpoczęli studia przed II wojną światową, kontynuowali na tajnym Uniwersytecie Ziem Zachodnich w Warszawie (w nieistniejącym już Szpitalu Ujazdowskim) i zakończyli na Wydziale Lekarskim w ówczesnym Uniwersytecie Poznańskim (byli pierwszym powojennym rocznikiem) i zgodnie z obowiązującym systemem podlegali nakazowi pracy, często zmieniając miejsce zamieszkania (Pakość na Kujawach, Tarnów, Jaworze-Nałęże, Wadowice, Zielona Góra, Komorniki k/Poznania - gdzie razem z dziećmi przeżywali elektryfikację wsi).
Wspomnienia ojca Jerzego Tadeusza – Tadeusza Marcinowskiego – dotyczące udziału w bitwie nad Bzurą we wrześniu 1939 (m.in. ciężko ranny, brak własnej zgody na amputację nogi), walki w powstaniu warszawskim, studia i okres powojenny były tak barwne, że zostały zamieszczone, jako pokłosie ogólnopolskiego konkursu, w książce „Pamiętniki lekarzy” (Wydawca „Czytelnik”, Warszawa 1966).
W domu rodzinnym często przypominano postać dziadka - Stanisława Marcinkowskiego (1882–1939), magistra farmacji, powstańca wielkopolskiego, zamordowanego przez hitlerowców w Lasach Tucholskich w drodze do obozu koncentracyjnego. Jego grobu, pomimo starań rodziny, nie odnaleziono.
Dorastał wraz ze starszą siostrą Ewą – primo voto Marcinkowska-Drążkowska, secundo voto Colonna-Walewska (ur. 1945) – oraz młodszym bratem Stanisławem Januszem (ur. 1951). Wszyscy zostali lekarzami.
Jako dziecko wraz z rodziną przeniósł się do Poznania, gdzie w 1961 ukończył Szkołę Podstawową nr 54. Maturę uzyskał w 1965 w I Liceum Ogólnokształcącym im. Karola Marcinkowskiego, które znajdowało się w pobliżu Zakładu Medycyny Sądowej, gdzie w wolnych chwilach, jeszcze jako licealista, pracował z ojcem, pracownikiem naukowym tego Zakładu.

### Okres studiów
W 1965 rozpoczął studia na Wydziale Lekarskim poznańskiej Akademii Medycznej, jednocześnie pracując naukowo. Pierwsze samodzielne opracowanie naukowe to artykuł „Częstość występowania cech serologicznych wśród ludności polskiej A, B, 0, AB oraz A1, A2 a także układu MN – na podstawie danych pracowni serologicznej Zakładu Medycyny Sądowej AM w Poznaniu” zawarty w książce jego ojca Marcinkowski Tadeusz „Dowody rzeczowe w praktyce sądowo-lekarskiej – Ślady krwi" (PZWL, Warszawa 1968). Należał do trzech Studenckich Kół Naukowych (1. przy Zakładzie Higieny, 2. Socjomedycznym przy Zakładzie Filozofii i 3. Anatomopatologicznym). Za działalność studencką wyróżniony w 1970 praktyką wakacyjną w szpitalu we włoskim Palermo. Ponadto był członkiem zarządu Studenckiego Towarzystwa Naukowego oraz członkiem plenum Rady Uczelnianej Zrzeszenia Studentów Polskich.

### Praca naukowo-dydaktyczna
W 1971 otrzymał dyplom lekarza medycyny i został pracownikiem naukowo-dydaktycznym Zakładu Higieny Ogólnej macierzystej uczelni. W 1973 został starszym asystentem, a rok później uzyskał stopień doktora nauk medycznych (1974) i awansował w 1975 na pozycję adiunkta. Po ukończeniu stażu podyplomowego w 1972 rozpoczął pracę w ramach wolontariatu w Klinice Neurologii Akademii Medycznej w Poznaniu, gdzie ukończył specjalizację pierwszego, a następnie drugiego stopnia (w poznańskiej Klinice Neurologii pracował dwadzieścia lat). Pracował także w Poradni Przeciwpadaczkowej. W latach 1974–1999 pracował w Poradni Neurologicznej Zespołu Opieki Zdrowotnej Poznań-Grunwald. Od 2000 prowadzi prywatny specjalistyczny gabinet neurologiczny.
W latach 1994–1996 pełnił obowiązki kierownika Zakładu Higieny Instytutu Medycyny Społecznej na Wydziale Lekarskim i zmienił profil prac badawczych Zakładu, dostosowując go do możliwości laboratoryjnych. W 1998 został powołany przez rektora do pełnienia obowiązków zastępcy dyrektora Instytutu Medycyny Społecznej Akademii Medycznej w Poznaniu; w 2001 był jego dyrektorem, a od likwidacji Instytutu w 2001 i przekształcenia go w Katedrę Medycyny Społecznej, pełni funkcję kierownika tej Katedry.  
W 1998 uzyskał stopień doktora habilitowanego nauk medycznych na podstawie oceny dorobku naukowego oraz rozprawy Studium higieniczno-socjomedyczne funkcjonowania chorych z przewlekłym wirusowym zapaleniem wątroby. W 2004 został mianowany na stanowisko profesora nadzwyczajnego Akademii Medycznej w Poznaniu. W 2013 otrzymał tytuł profesora nauk medycznych. W tym samym roku został zatrudniony jako profesor zwyczajny w Wyższej Szkole Bezpieczeństwa w Poznaniu. W 2015 awansował na stanowisko profesora zwyczajnego w macierzystym Uniwersytecie Medycznym w Poznaniu. Od 2017 jest wykładowcą na Wydziale Medycznym Uczelni Łazarskiego. Od 2018 jest wykładowcą na Wydziale Lekarskim i Nauk o Zdrowiu Uniwersytetu Zielonogórskiego.
Od 1983 jest stałym biegłym sądowym Sądu Wojewódzkiego (Sądu Okręgowego) w Poznaniu jako specjalista-neurolog. Jest także powoływany do Uczelnianego Zespołu Orzekającego przy Katedrze i Zakładzie Medycyny Sądowej Uniwersytetu Medycznego w Poznaniu, który zajmuje się m.in. wydawaniem opinii sądowo-lekarskich w sprawach karnych, cywilnych i z zakresu ubezpieczenia społecznego. 
Jest członkiem wielu towarzystw i gremiów naukowych: Polskiego Towarzystwa Higienicznego (2006-2010 wiceprezes, 2010-2018 prezes, od 2018 wiceprezes), Polskiego Towarzystwa Medycyny Społecznej i Zdrowia Publicznego, Polskiego Towarzystwa Neurologicznego oraz Polskiego Towarzystwa Orzecznictwa Lekarskiego. Ponadto członek Komitetu Zdrowia Publicznego Polskiej Akademii Nauk, Komitetu Higieny i Epidemiologii PAN, Komitetu Epidemiologii i Zdrowia Publicznego PAN, Komitetu Ergonomii Oddziału Wielkopolskiego PAN (od 1997) oraz członek Rady Sanitarno-Epidemiologicznej przy Głównym Inspektorze Sanitarnym i przewodniczący Komisji Bezpieczeństwa Zdrowotnego Wody (2014-2017). Konsultant wojewódzki w dziedzinie epidemiologii dla województwa wielkopolskiego oraz lubuskiego (od 1997). Od 2013 jest też członkiem Rady Fundacji Pomocy Humanitarnej Redemptoris Missio. Od 2007 należy także do zespołów badawczych w ramach European Huntington’s Disease Network, gdzie prowadzi badania naukowe dotyczące choroby Huntingtona.
Promotor 42 ukończonych przewodów doktorskich Recenzent 57 rozpraw doktorskich. Przewodniczący/członek komisji/recenzent w 7 przewodach habilitacyjnych. Recenzent w 2 przewodach profesorskich.

## Publikacje
Jest autorem ponad 950 publikacji z dziedziny higieny, epidemiologii i zdrowia publicznego oraz funkcjonowania systemu opieki zdrowotnej, rozprzestrzeniania się chorób zakaźnych, higieny szpitalnej, zakażeń szpitalnych, jakości opieki medycznej, edukacji zdrowotnej, uzależnień i możliwości przeciwdziałania w tym obszarze, chorób zawodowych, wypadków przy pracy.
Pełni funkcję redaktora naczelnego: kwartalnika naukowego „Problemy Higieny i Epidemiologii” (od 2005), „Hygeia Public Health” (od 2010) oraz „Medicus Mundi Polonia" (od 2015; pismo Fundacji Pomocy Humanitarnej Redemptoris Missio w Poznaniu).
Jest także redaktorem trzech podręczników akademickich z obszaru higieny, epidemiologii i zdrowia publicznego oraz autorem pięciu podręczników o podobnym zakresie tematycznym.

## Odznaczenia
Wielokrotnie odznaczany i nagradzany. Posiada m.in.: Krzyż Kawalerski Orderu Odrodzenia Polski, Złoty Krzyż Zasługi, odznakę honorową „Za zasługi dla ochrony zdrowia” oraz odznaczenia Polskiego Towarzystwa Higienicznego.

## Życie osobiste
Jego pasje to: szermierka, jazda konna, podróże oraz medycyna holistyczna i filozofia. Od 1972 żonaty z Anną Marią z domu Łukasiewicz, nauczycielką. Ma dwóch synów: Maciej Jerzy (ur. 1974) – śpiewak w Teatrze Wielkim w Poznaniu; Michał Mikołaj (ur. 1975) – oficer policji w wydziale dochodzeniowo-śledczym. Wnuczki: Apolonia, Michalina, Laura.